# Gjalt Blaauw
Gjalt Blaauw (Grouw, 15 januari 1945) is een Nederlandse beeldhouwer en tekenaar.

## Leven en werk
Blaauw volgde een opleiding aan Academie Minerva in de stad Groningen, waar hij les kreeg van onder anderen Karl Pelgrom. Na zijn opleiding sloot Gjalt Blaauw zich aan bij het Instituut voor Creatief Werk (ICW) in Finsterwolde. Het ICW maakte werk als groep, wie er wat gemaakt had was niet van belang. De groep bestond twee jaar.
Blaauw richtte zich vervolgens helemaal op steenhouwen. Zijn eerste werk, 'Mannetje' (1972), werd in 1975 geplaatst in het Noorderplantsoen in Groningen. Na dit beeld stapte Blaauw af van het figuratieve werk en ging hij meer associatief werken. Hij stopte met het benoemen van zijn werken omdat mensen naar zijn mening hun eigen vrijheid hierin moesten hebben. Eind jaren tachtig ging Blaauw ook werken met plaatijzer.
Werken van Blaauw zijn in Nederland onder andere te vinden in Assen, Groningen, Nijmegen, Voorburg en Zwijndrecht, daarbuiten in België en Frankrijk.

## Fotogalerij

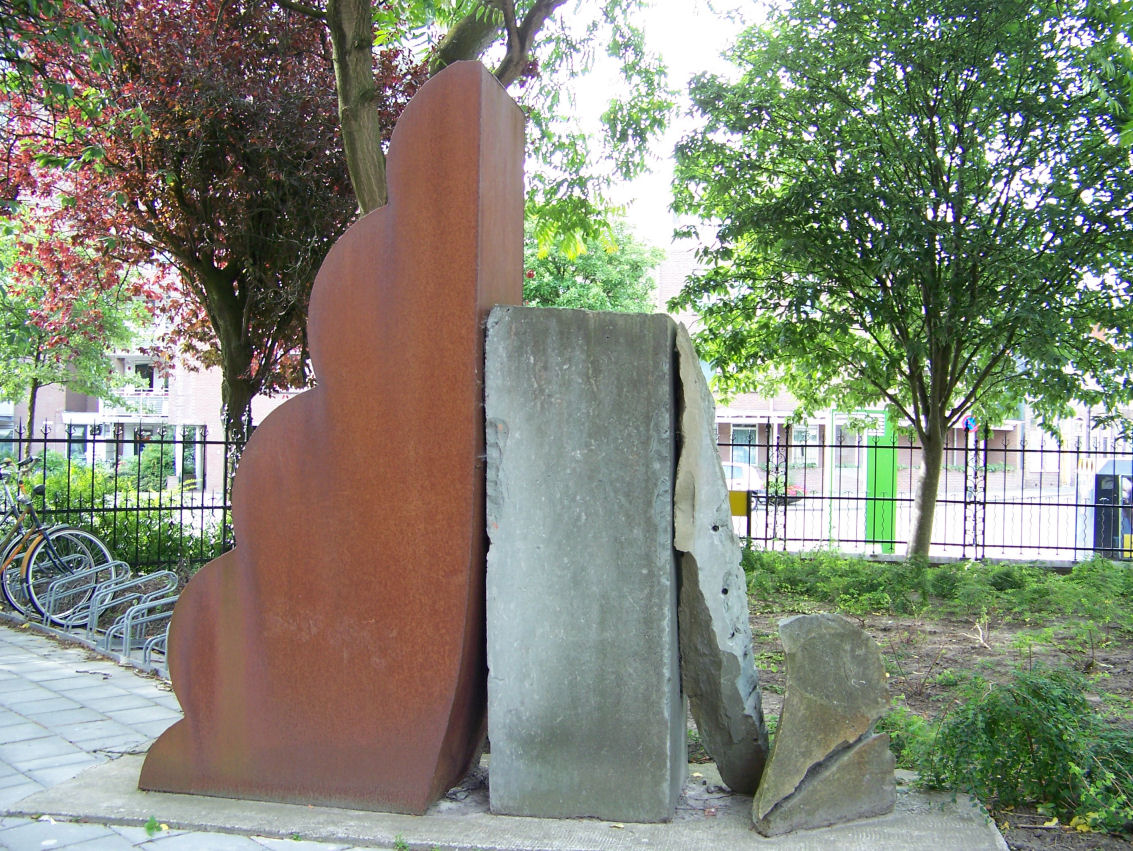
Groningen (2001)
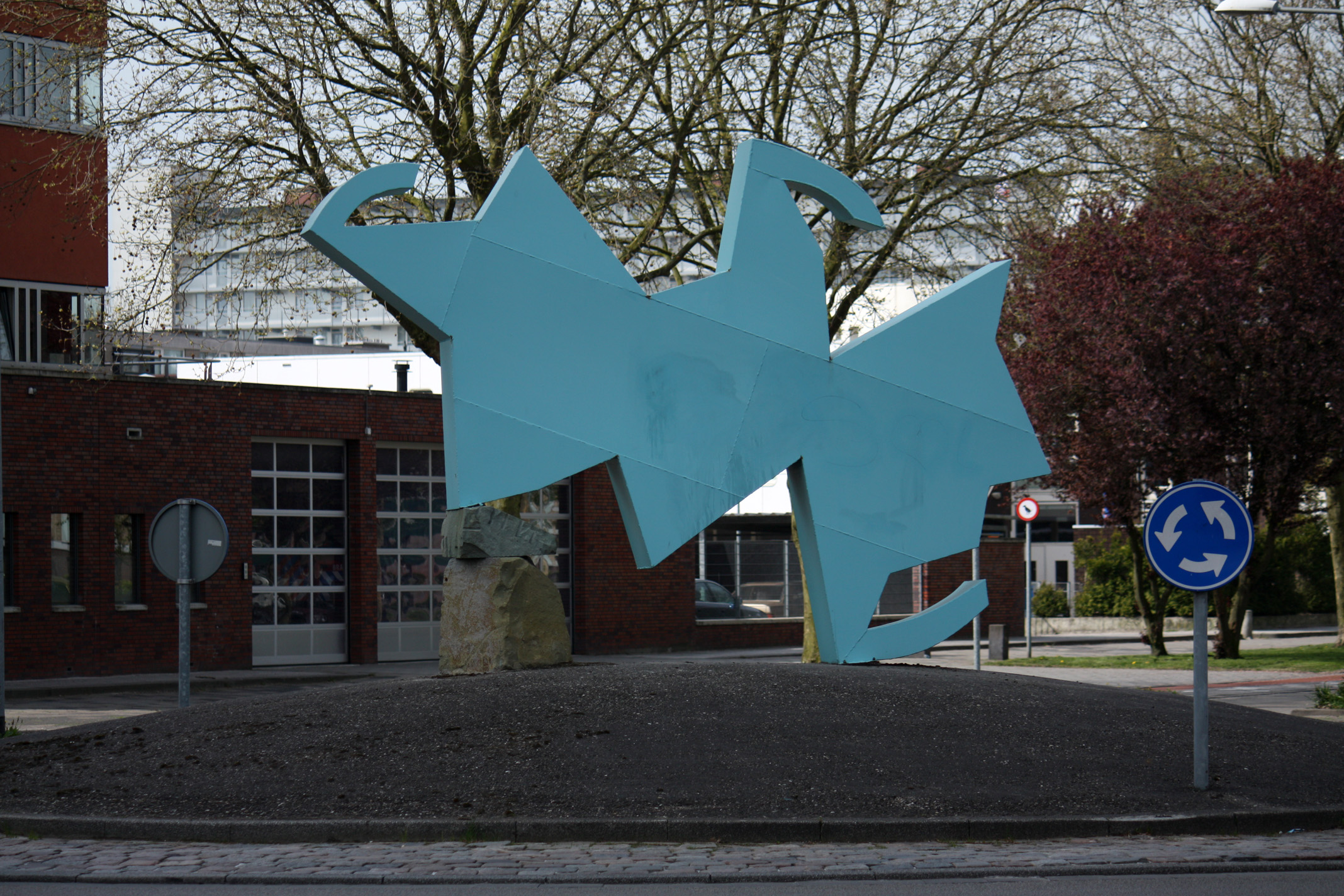
Groningen (1997)
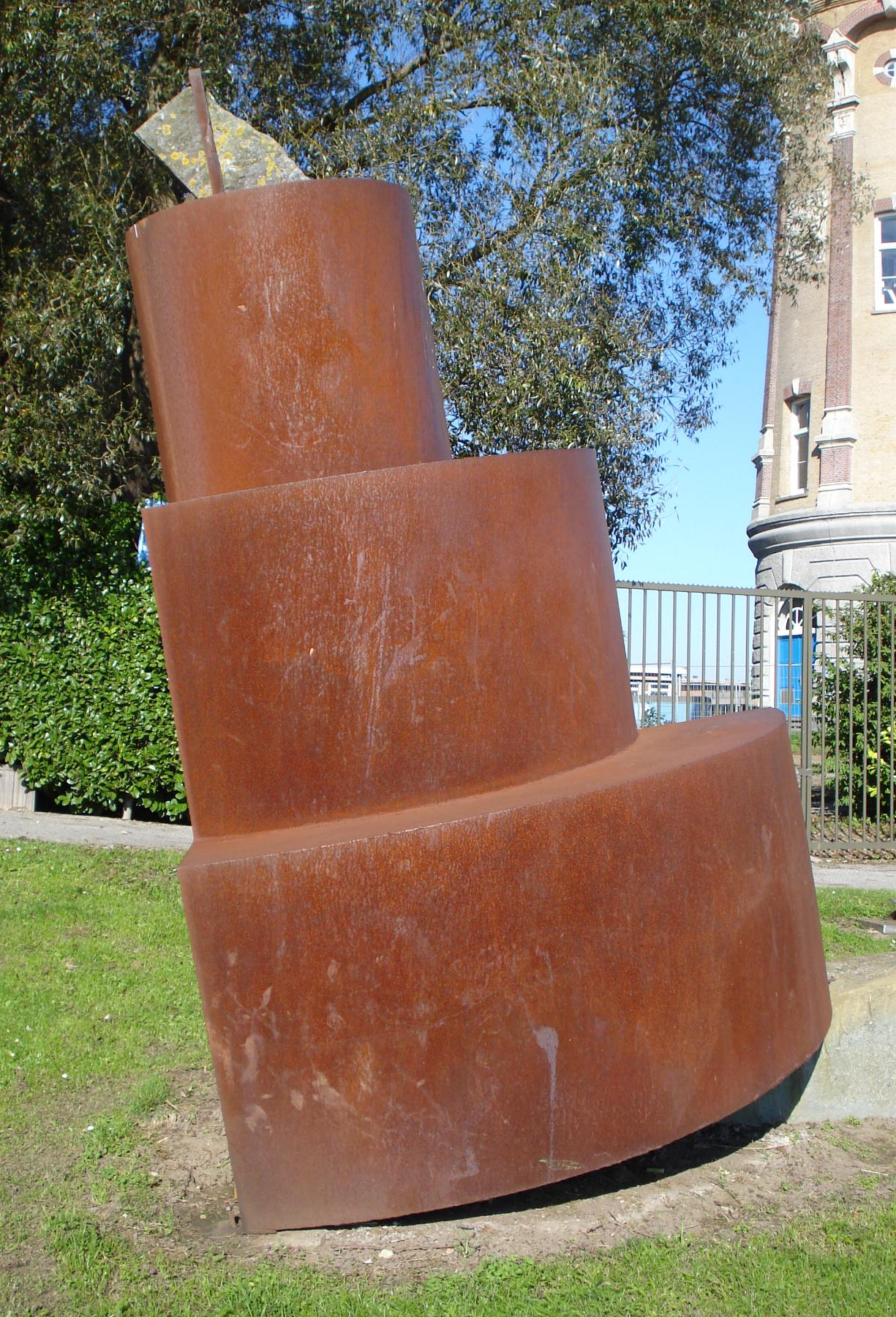
Zwijndrecht (1984)
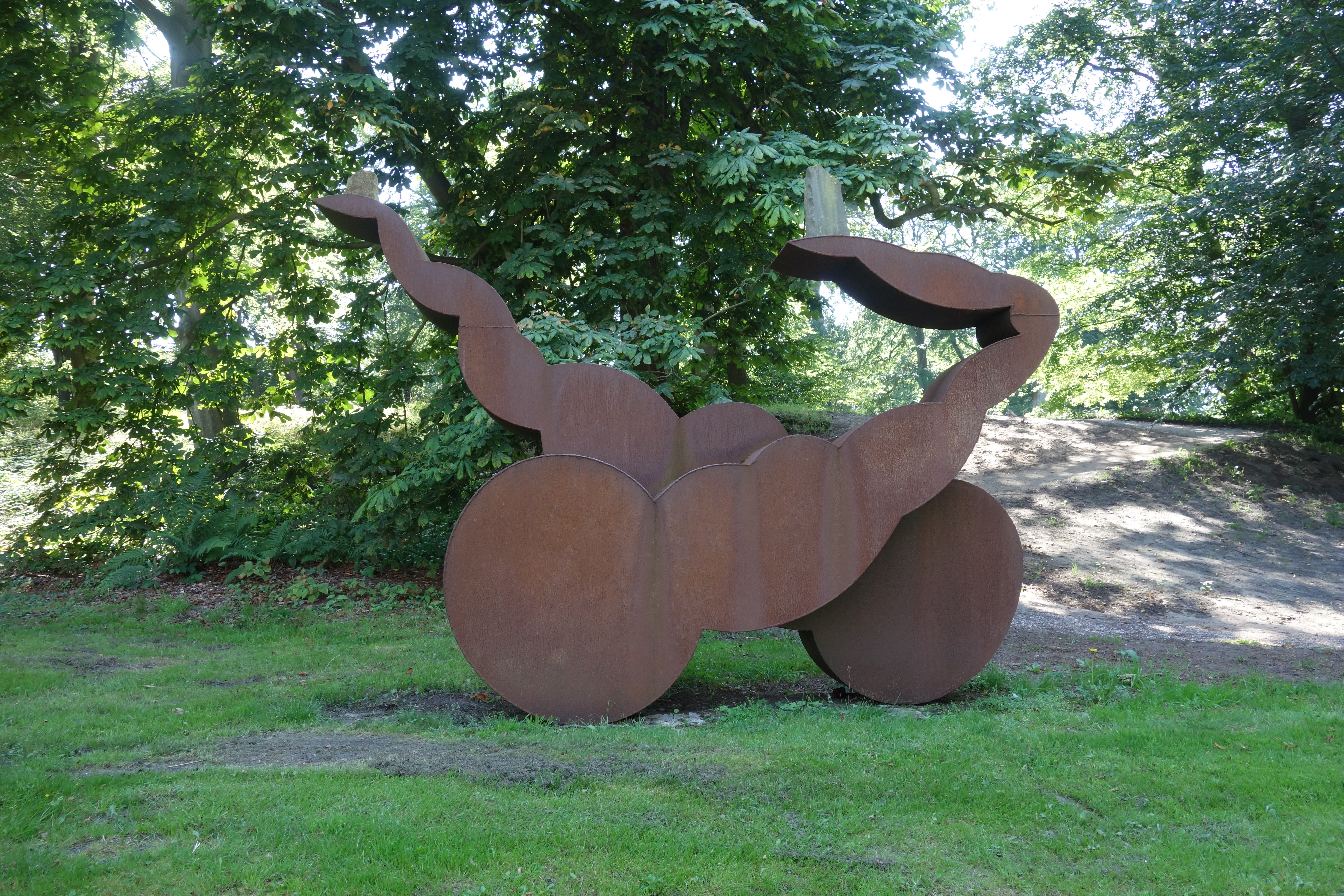
Lisser Art Museum (LAM) (1999)